# Тревіс Брукс
Тревіс Брукс (англ. Travis Brooks, 16 липня 1980) — австралійський хокеїст на траві.
Олімпійський чемпіон 2004 року, бронзовий призер 2008 року.
Переможець Ігор Співдружності 2006 року.
Срібний призер Чемпіонату світу 2006 року.
Переможець Трофею чемпіонів 2005, 2008 років, срібний призер 2007 року.